# 세중초등학교
세중초등학교는 대한민국 충청북도 보은군 마로면 세중리에 있는 공립 초등학교이다.

## 학교 연혁
- 1935년 4월 1일: 관기공립보통학교 부설 세중간이학교 설립
- 1939년 3월 18일: 세중공립심상소학교 승격인가
- 1941년 4월 1일: 세중공립국민학교로 개칭
- 1990년 6월 29일: 벽지형 급식학교 지정
- 1996년 3월 1일: 세중초등학교로 개칭

## 참고 자료
- 세중초등학교 - 한국교육학술정보원 학교알리미